# أيزيا وايتهيد
أيزيا وايتهيد (بالإنجليزية: Isaiah Whitehead)‏ مواليد 8 مارس 1995 في بروكلين، هو لاعب كرة سلة أمريكي. بدأ مسيرته الاحترافية في سنة 2016. تم اختياره من قبل فريق يوتا جاز خلال الدرافت. يلعب مع بروكلين نتس في الرابطة الوطنية لكرة السلة كلاعب هجوم خلفي. يحمل الرقم 15. يبلغ طوله 6 قدم 4 بوصة (1.9 م).

## روابط خارجية
- أيزيا وايتهيد على موقع إن بي أي (الإنجليزية)
- أيزيا وايتهيد على موقع سبورتس رفرنس (الإنجليزية)
- أيزيا وايتهيد على موقع كرة السلة الأوروبية.كوم (الإنجليزية)
- أيزيا وايتهيد على موقع DraftExpress.com (الإنجليزية)
- أيزيا وايتهيد على موقع إي إس بي إن.كوم (الإنجليزية)
- أيزيا وايتهيد على موقع كلية كرة السلة في سبورتس رفرنس.كوم (الإنجليزية)
- أيزيا وايتهيد على موقع ريلجم (الإنجليزية)
- أيزيا وايتهيد على موقع بروبوليرز (الإنجليزية)
- أيزيا وايتهيد على موقع سبورتس رفرنس (الإنجليزية)
- أيزيا وايتهيد على موقع سبورتس رفرنس (الإنجليزية)